# Амель Меліх
Амель Меліх (нар. 6 жовтня 1993) — алжирська плавчиня.
Учасниця Олімпійських Ігор 2020 року.
Чемпіонка Африки з плавання 2016 року, призерка 2018 року.
Призерка Африканських ігор 2011, 2019 років.